# Fallotova tetralogie

Fallotova tetralogie:
A: stenóza plicnice
B: dextropozice aorty
C: defekt komorového septa
D: hypertrofie pravé komory

Fallotova tetralogie je nejčastější cyanotická vrozená srdeční vada u člověka. Je charakterizována kombinací 4 anomálií:
- defekt komorového septa
- dextropozice aorty, nasedá nad defektem septa
- stenóza plicnice – infundibulární či valvulární
- hypertrofie pravé komory (PK)

Pokud je přítomen navíc ještě defekt septa síní, hovoří se Fallotově pentalogii.
Žilní návrat z tělního oběhu do pravého srdce je normální. Vinou zúžení plicnice (tzv. pulmonální stenózy) prochází odkysličená krev z těla defektem komorového septa do aorty, čímž dochází k míšení okysličené a odkysličené krve, vzniká trvalá arteriální desaturace a cyanóza. Závažnost cyanózy závisí na velikosti zúžení plicnice. Obstrukce odtoku krve plicnicí může někdy vést až k úplnému uzávěru, čímž vzniká klinický obraz hypoxických záchvatů (tzv. spelling). U kojenců jde o život ohrožující stavy – po probuzení dítě prošedne, nereaguje a má prohloubené dýchání.

## Klinický obraz
- cyanóza
- srdeční selhávání
- neprospívání
- námahové dyspnoe s úlevou při sedu do dřepu
- paroxysmální hypercyanotické záchvaty (minuty až hodiny)[1]

Systolický šelest je daný průtokem krve zúženým infundibulem, který při záchvatu zmizí.
Kromě hodně těžkých forem tetralogie vidíme cyanózu až v době zvýšené tělesné aktivity v druhé polovině prvního roku. Pokud trvá cyanóza dlouho, vyvinou se paličkovité prsty. U batolat a větších dětí nejsou záchvaty tak dramatické, donutí je usednout do dřepu.
Přirozený průběh je vždy nepříznivý, cyanóza progreduje, dochází k embolizacím do mozku.

## Diagnóza
- echokardiografie
- EKG – hypertrofie PK
- systolický šelest nad plicnicí
- komplikované formy je třeba vyšetřit angiograficky (hlavně plicní řečiště)

## Terapie
- hypoxické záchvaty lze přechodně ovlivnit beta-blokátory
- novorozencům s kritickou hypoxémií se podává prostaglandin E1 k udržení průchodnosti dučeje[1]
- některé stavy jsou vhodné k urgentní balónkové valvuloplastice
- vždy je nutná operace:
  - paliativní operace – spojka mezi plcnicí a a. subclavia (modifikovaný Blalock-Taussigové zkrat)[1]
  - korektivní operace – indikuje se plánovaně v batolecím věku – odstranění obstrukce, rozšíření výtokové části PK infundibulektomií, záplata a uzávěr septa. Funkční výsledek bývá výborný a trvalý.[zdroj?] Protětím stenotické chlopně může vzniknout regurgitace (nižší výkonnost pacientů).

## Prognóza
Neléčená Fallotova tetralogie je provázená pravolevým zkratem, chronickou cyanózou a polycytémií. Je predispozicí ke vzniku ischemické cévní mozkové příhody, mozkového abcesu, bakteriální endokarditidy a městnavého srdečního selhání.